# Buste d'Antonia la Jeune
Le buste d'Antonia la Jeune est une sculpture romaine découverte à Tusculum, près de Frascati, en Italie.

## Description
Ce buste en marbre, exécuté entre 15 et 54 apr. J.-C., représente avec certitude Antonia la Jeune (31 janvier 36 av. J.-C. – 1er mai 37) qui était la grand-mère paternelle de l’empereur Caligula et de l’impératrice Agrippine la Jeune, la mère de l’empereur Claude et l'arrière-grand-mère maternelle et grand-tante paternelle de l’empereur Néron.
Célèbre pour sa vertu, Antonia porte ici, par-dessus une tunique échancrée, la stola, symbole de la chasteté et de la fidélité des femmes mariées. Ce vêtement est soutenu par deux bretelles constituées d'une double tresse. 
La coiffure est divisée par une raie en longues mèches plates ondulées  qui recouvrent le haut des oreilles. Au-dessus du front, figure un ruban torsadé qui se perd dans les cheveux..